# 田村忠義
田村 忠義（たむら ただよし、1948年（昭和23年）5月26日 - 2024年（令和6年）9月22日［1）は、広島県出身の元アマチュア野球選手（投手）。 

## 来歴・人物
広陵高校では、同期の清水由則（日本鋼管 - 日本鋼管福山）と投の二本柱を組み、1965年秋季中国大会に出場。準決勝に進むが米子東高に敗れ春の選抜出場を逸する。翌1966年夏も県予選で敗退。他の同期に捕手の須山成二、1年下に外野手の河井昭司がいる。
清水（野手に転向）とともに1967年に日本鋼管に入社、1970年に創部された地元の日本鋼管福山に移る。日本鋼管福山ではフォームを変えて技巧派サイドハンドとして活躍。1974年の社会人野球日本選手権では決勝に進むが、三協精機の大塚喜代美に1安打完封を喫し、準優勝にとどまる。同大会の敢闘賞を獲得。1980年の社会人野球日本選手権でも決勝に進み、日本楽器を抑え4-2で完投勝利、初優勝を飾った。同大会では最高殊勲選手に選出され、同年の社会人ベストナイン（投手）となる。1982年の都市対抗でも決勝に進み、住友金属の石井毅と投げ合うが4-5で惜敗、準優勝にとどまる。同大会の久慈賞を獲得し、10年連続出場選手として表彰を受ける。
1974年のドラフト会議で太平洋クラブライオンズから1位指名を受けたがこれを拒否。また、翌年のドラフト会議でヤクルトスワローズから2位指名を受けたがこれもまた拒否。拒否の理由は最初の指名時で既に26歳の年齢であったからだという。
1975年のインターコンチネンタルカップ、1976年、1980年のアマチュア野球世界選手権日本代表に選出されている。
1983年に選手引退後は社業に就いた後、NKKとなったチームでコーチ、環太平洋大学や広陵高校で監督を務めた。NKKでは舩木聖士、星野順治、環太平洋大学では、又吉克樹（中日）を、広陵高校では西村健太朗（元巨人）などを指導した。